# Два серця, які б'ють як десять
«Два серця, які б'ють як десять» (англ. Two Hearts That Beat as Ten) — американська короткометражна кінокомедія 1915 року.

## У ролях
- Воллес Бірі — Фред
- Роберт Болдер — Арчі
- Бетті Браун — Мілдред
- Шарлотта Міно — медсестра
- Бен Терпін